# Bravo-Jahrescharts 1956
Am 26. August 1956 kam die erste Bravo in den Zeitschriftenhandel, und deshalb beinhalten die Bravo-Jahrescharts lediglich die Hits der letzten vier Monate des Jahres 1956. Der größte Hit des Jahres landete bei Bravo lediglich auf Platz vier. Heimweh von Freddy Quinn konnte sich in den Verkaufscharts fünf Monate lang seit Juni auf Platz 1 halten und wurde von den Sieben Raben mit Smoky abgelöst. Auffällig ist, dass die beginnende Rock-’n’-Roll-Ära auf die Bravo-Charts noch keinen Einfluss hatte. Die Teenies 1956 hörten stattdessen deutsche Schlager. Stärkste Platzierung eines US-amerikanischen Titel war Que serà der populären Schauspielerin Doris Day. Die Ballade Just Walkin' in the Rain von Johnnie Ray befand sich als einziger weiterer Titel aus den USA erst auf dem 18. Platz. Weitere bekannte Interpreten, die auch heute noch bekannt sind, befanden sich ebenfalls auf hinteren Plätzen. Es waren Bibi Johns, Fred Bertelmann, Peter Alexander und Lys Assia.
1. Smoky – Die Sieben Raben – 156 Punkte
2. So ist Paris! – Angèle Durand – 142 Punkte
3. Und es weht der Wind – Bruce Low – 137 Punkte
4. Heimweh – Freddy Quinn – 135 Punkte
5. Auf Cuba sind die Mädchen braun – Jimmy Makulis – 128 Punkte
6. Sei zufrieden! – Rodgers-Duo – 114 Punkte
7. Andrea – Montecarlos – 102 Punkte
8. Weißer Holunder – Gitta Lind – 89 Punkte
9. Que serà – Doris Day – 89 Punkte
10. Ich wünsch dir einen schlaflosen Abend – Eddie Constantine – 73 Punkte
11. Banjo-Billy – Harry Graf – 47 Punkte
12. Im Hafen unserer Träume – Bibi Johns & Fred Bertelmann – 37 Punkte
13. Rosalie – Freddy Quinn – 34 Punkte
14. Das Echo vom Königssee – Geschwister Fahrnberger – 26 Punkte
15. Ich hab’ Dich so lieb – Hansen-Quartett – 26 Punkte
16. Im Hafen unserer Träume – Peter Alexander – 25 Punkte
17. Der Vagabund und das Kind – Eddie und Tanja Constantine – 24 Punkte
18. Just walkin’ in the Rain – Johnnie Ray – 22 Punkte
19. Seemann wo ist Deine Heimat – Geschwister Hoffmann & Golgowsky-Quartett – 17 Punkte
20. Was kann schöner sein? – Lys Assia – 12 Punkte